# Русанов Владислав Адольфович
Владисла́в Адо́льфович Руса́нов (12 червня 1966, Донецьк) — український колабораціоніст із Росією, проросійський громадський діяч, перший заступник т. зв. голови правління т. зв. «Спілки письменників ДНР», гірничий інженер, доцент кафедри технології і техніки геологорозвідувальних робіт гірничо-геологічного факультету ДонНТУ; письменник, автор російськомовних романів та оповідань у жанрі фентезі.

## Життєпис
Народився 1966 року в Донецьку. Закінчив Донецький політехнічний інститут.
Два роки працював у «Галузевій науково-дослідницький лабораторії морського буріння». Після цього перейшов на кафедру Донецького політехнічного інституту «Технологія та техніка геологорозвідувальних робіт». Захистив дисертацію на здобуття вченого звання кандидата технічних наук на тему «Обґрунтування раціональних технологічних режимів ударно-вібраційного буріння підводних свердловин». 2003 року рішенням Атестаційної колегії Міністерства освіти та науки України Русанову надано вчене звання доцента.

## Погляди
Владислав Русанов є великим прихильником «ДНР». Активно пропагує це угруповання в соцмережах. Також організовує масові заходи на його підтримку.

## Письменницька діяльність
Почав писати фентезі наприкінці 90-х років. Перша публікація — оповідання «Грифоняче яйце» (рос. «Яйцо грифона») у російському журналі «Искатель»№ 11 за 2002 рік. У 2004 році вийшов перший роман «Світанковий шквал» (рос. Рассветный шквал).

## Санкції
Владислав Русанов, як член «законодавчого органу Донецької Народної ради» — незаконної сепаратистської «Донецької Народної Республіки», брав участь у діяз, які дестабілізують Україну, доданий до санкційного списку багатьох країн світу.
Після вторгнення Росії в Україну, 8 квітня 2022 року, за «дії і політику, які підривають територіальну цілісність, суверенітет і незалежність України, і ще більше дестабілізують Україну» внесено до списку санкцій країн Євросоюзу.
Пізніше, за аналогічними підставами, потрапив під санкції Швейцарії, Великої Британії, Канади, України та Японії.

#### Гарячі вітри півночі
| Рік  | Назва                                     |
| ---- | ----------------------------------------- |
| 2004 | Світанковий шквал (рос. Рассветный шквал) |
| 2005 | Полуденна буря (рос. Полуденная буря)     |
| 2005 | Ураган заходу((рос. Закатный ураган))     |

#### Клинки порубіжжя
| Рік  | Назва                                |
| ---- | ------------------------------------ |
| 2006 | Окаянний вантаж (рос. Окаянный груз) |
| 2006 | Помсти не буде (рос. Мести не будет) |

#### Переможець драконів
| Рік  | Назва                                |
| ---- | ------------------------------------ |
| 2006 | Пасинок долі (рос. Пасынок судьбы)   |
| 2007 | Заручник удачі (рос. Заложник удачи) |

#### Бронзовий грифон
| Рік  | Назва                                     |
| ---- | ----------------------------------------- |
| 2007 | Бронзовий грифон (рос. Бронзовый грифон)  |
| 2008 | Срібний ведмідь (рос. Серебряный медведь) |
| 2008 | Золотий вепр (рос. Золотой вепрь)         |
| 2008 | Сталевий дрізд (рос. Стальной дрозд)      |

#### Ворлок
| Рік  | Назва                                         |
| ---- | --------------------------------------------- |
| 2008 | Ворлок з Гардарики (рос. Ворлок из Гардарики) |
| 2009 | Обряд ворлока (рос. Обряд ворлока)            |

#### Книги 2010 року
- 2010 — Энгус Дональд «Робин Гуд. Разбойник» перевод В.Русанова (С.Петербург, Издательство «Домино-М», «ЭКСМО»)
- 2010 — Гонец московский (С.-Петербург, Издательство «Астрель-СПб»)
- 2010 — Рассветный шквал (Луганск, Издательство «Шико», переизд.)
- 2010 — Полуденная буря (Луганск, Издательство «Шико», переизд.)
- 2010 — Закатный ураган (Луганск, Издательство «Шико», переизд.)
- 2010 — Кит Р. А. Де Кандидо «Кольцо ненависти» перевод В.Русанова (С.Петербург, Издательство «Домино-М», «ЭКСМО»)
- 2010 — Грегори Киз «Адский город» перевод В.Русанова (С.Петербург, Издательство «Домино-М», «ЭКСМО»)